# Церква Святих апостолів Петра і Павла (Новий Сад)
Греко-католицька церква Святих Апостолів Петра і Павла в Новому Саді розташована на розі вулиць Светозара Мілетича та Йована Суботича в маленькому порту. Більшість віруючих - це русини з Нового Саду, які емігрували до міста в середині XVIII століття.
Ця церква побудована в стилі класицизм - бароко і присвячена апостолам Петру і Павлу. Будівництво храму почалося в 1820 році, але тільки в 1847р було закінчено. Вважається, що іконостас роботи Арси Теодоровича або Івана Іванича.
Під час Угорської революції, під час бомбардування 1849р. на щастя не постраждала бо вогняна стихія оминула її як і канонада з Фортеці. У 1852 році її відвідав молодий австрійський імператор Франц Йосиф.
Навпроти є парафіяльний будинок із просторим подвір’ям з 1820 року. На жаль, під час ремонту парафіяльна зала втратила багато в своєму первісному стилі. Найвідомішим священиком цієї церкви був поет Йован Хранілович, родом із Жумберка.
У 1997 році Церква відзначила своє 150-річчя свого існування, коли її було повністю відремонтовано. Тоді церковна управа вирішила розмістити на фасаді храму три ікони, виконані в техніці мозаїки: ікону св. Павла, ікону св. Петра та центральна ікона Ісуса на плащаниці з хрестом над головою. Разом ці три ікони утворюють чудовий триптих. Їх виконав будапештський професор мистецтва Ласло Пушкаш. Пушкаш виконав ікони у візантійському стилі, в техніці мозаїки, під час якої використовував спеціально виготовлені шматочки муранського скла з Венеції. Використано аж 35 кольорів. Скло виготовлено на знаменитій фабриці «Олсоні» на острові Мурано у Венеції. Повний ремонт церкви профінансувала родина Колесар з Нового Саду.
Греко-католицька парафія в Новому Саді існує з 1780 року й належить до греко-католицької єпархії Святого Миколая в Руському Крстурі.